# 前額小葉齒鯛
前額小葉齒鯛（學名：Microspathodon frontatus），為輻鰭魚綱雀鯛科小葉齒鯛屬下的一個種，分布於東大西洋西非幾內亞灣至迦納，包括費爾南多波島與安諾本島海域，深度0至5公尺，背鰭硬棘12枚、背鰭軟條15-16枚、臀鰭硬棘2枚、臀鰭軟條13-14枚，體長可達17公分，棲息在近海岩礁，以藻類為食，繁殖期時成對出現，雄魚會守護卵直到孵化，生活習性不明。